# 蝴蝶湾花园
蝴蝶湾花园（也称蝴蝶湾公园，旧称蝴蝶湾绿地）是上海市静安区苏州河南侧的一座城市公园，位于康定东路50号，昌平路桥与恒丰路桥之间，因公园平面形状类似蝴蝶得名。公园地下为新昌平泵站和初期雨水调蓄池。公园对面有历史建筑康定东路85号。

## 地面
蝴蝶湾花园面积约1.6万平方米，2006年12月8日首期开工，2007年10月20日开工二期，2008年7月27日一期建成开放，12月30日建成二期:215。公园沿苏州河设有景观步道，结合亲水景观和防汛要求分为两级，较低一层位于汛期水位以下，水位较低时可开放临水观赏；较高一层位于永久性防汛墙以上。公园东侧设有健身跑道和篮球场供市民运动。南侧为水景广场，流动水墙作为主要景观，既净化空气，又将公园与市政设施隔开。2016年，蝴蝶湾花园正式纳入全市城市公园名录:623。2021年，结合苏州河岸线贯通改造，原有苏州河景观步道继续延长至360米，并与昌平路桥、恒丰路桥步道贯通相接。2024年12月，公园中部约1000平米绿地升级为“植物科普园”，由自然博物馆设置相关科普标志，标明植物名称、所属分类、主要特征等信息。

## 地下
蝴蝶湾花园地下为新昌平泵站及配套雨水调蓄池，排水能力19.97立方米/秒，雨污合流式设计。周边地区的雨水和污水收集至此处后，通过合流一期总管送往竹园污水处理厂处理入海。新昌平是上海首个泵站、泵站配电房和调蓄池全部位于地下的排水工程，地下二层为调蓄池，地下一层为泵站及泵站配电房。整个工程长62.2米、宽36.4米，调蓄池底深14米，可容纳15000立方米雨水。调蓄池顶部设有吊装孔和钢架，景观上包装为工业雕塑风格。泵站配电间通过混凝土墙与其他部分隔开，进口具有防水能力。调蓄池建成后，昌平泵站暴雨溢流量减少28.9%，溢流COD减少41.0%，部分缓解雨污合流系统遇暴雨天过载“放江”造成的水污染。新昌平泵站建成后，老昌平泵站和康定泵站废除，二者的所属排水系统合并为新的昌平系统，面积345公顷，初期截流倍数2.48，扩容相关集水管道后可达到7.77，但重现期仍为一年一遇标准:127。
该调蓄池是拟建苏州河深隧沿线六大既有调蓄池之一，未来深隧建成后将进一步提高区域的排水能力。